# Elfi (Film)
Elfi ist ein österreichischer Spielfilm aus dem Jahr 2024 von Anita Lackenberger mit Sofia Falzberger in der Titelrolle, Roland Silbernagl als Sepp, Ute Heidorn als Elfis Mutter und Sabine Muhar als Sepps Mutter. Premiere war am 22. August 2024 auf der Geierwally-Freilichtbühne in Elbigenalp.

## Handlung
Mitte der 1970er-Jahre ist Elfi in einer Spinnerei tätig. Eines Tages lernt sie Sepp kennen, der im naheliegenden Kloster angestellt ist. Die beiden werden ein Liebespaar. Nachdem beide eine Behinderung haben, treffen allerdings andere Entscheidungen über ihr Leben.
Bald schon sprechen alle über Elfi und Sepp, die heiraten und Kinder bekommen wollen. Dabei wird teilweise die Diktion aus der Zeit des Nationalsozialismus verwendet. Sepp selbst ist mit Hilfe seiner Familie den Krankenmorden in der Zeit des Nationalsozialismus entkommen. Elfi wurde nach dem Zweiten Weltkrieg geboren. Der Bürgermeister und der Pfarrer aus Sepps Dorf verweigern dem Paar die Trauung.
Nachdem es aussieht, dass Elfi eine Fehlgeburt erlitten haben könnte, wird sie ins Krankenhaus eingeliefert, wo die Schwangerschaft fürs Erste stabilisiert wird. Allerdings schafft es Dr. Müllner, ein Anhänger des Nationalsozialismus, Elfis Mutter Theresa als deren Vormund zu überzeugen, dass es für Elfi besser wäre kein Kind zu bekommen.

## Produktion und Hintergrund
Die Dreharbeiten fanden an 25 Drehtagen ab April 2023 in Tirol statt. Drehorte waren Hall in Tirol, Innsbruck, Imst und das Lechtal. Schauplätze waren eine ehemalige Schule in Imst, die Hammerlvilla und ehemalige Spielwarenfabrik in der Karmelitergasse in Innsbruck.
Produziert wurde der Film von der Produktion West (Produzent Gerhard Mader) und der Kreativlösung Filmproduktions GmbH, die Produktionsleitung hatte Michele Jost. Unterstützt wurde der Film vom Österreichischen Filminstitut und von Cine Tirol, beteiligt war der Österreichische Rundfunk.
Die Kamera führten Gerhard Mader und Wolfgang Riedl, die Musik schrieben Monika Stadler und Daniel Huber, die Montage verantwortete Gerhard Mader. Den Ton gestaltete Daniel Huber, das Kostümbild Julia Klug und das Szenenbild Philipp Walser. Als Green Film Consultant fungierte Philipp Sklorz.
Das Projekt beruht auf einer tatsächlichen Begebenheit.